# Todiramphus veneratus
Todiramphus veneratus е вид птица от семейство Alcedinidae.

## Разпространение
Видът е разпространен във Френска Полинезия.